# Aeroporto de Ilulissat
O Aeroporto de Ilulissat (em groenlandês/gronelandês:  Mittarfik Ilulissat, em dinamarquês:  Ilulissat Lufthavn) é o aeroporto da 3ª cidade mais populosa da Gronelândia - Ilulissat. É servido pela Air Greenland e Air Iceland.
 Foi construído em 1983, substituindo o velho heliporto da cidade. Possui uma pista asfaltada com 845 metros de comprimento.